# مقاطعة وايز (فيرجينيا)
 مقاطعة وايز  (بالإنجليزية:  Wise County)‏ هي إحدى المقاطعات في ولاية فيرجينيا في الولايات المتحدة الأمريكية.

## أعلام
- نابليون هيل
- ويليام بي. فولتون